# Pleurothallis maculata
Pleurothallis maculata là một loài thực vật có hoa trong họ Lan. Loài này được N.E.Br. miêu tả khoa học đầu tiên năm 1888.